# هیستریا اذور
هیستریا اذور (به انگلیسی: Histria Azure) یک کشتی است که طول آن ۱۷۹٫۹۵ متر (۵۹۰٫۴ فوت) می‌باشد. این کشتی در سال ۲۰۰۷ ساخته شد.